# SANZAAR
A SANZAAR (South African, New Zealand, Australia and Argentina Rugby) é a abreviação das uniões de rugby da África do Sul, Argentina, Austrália e Nova Zelândia. As quatro uniões (confederações) se unem para promover torneios em comum como o The Rugby Championship e o Super Rugby.